# Andorra
Andorra (phiên âm tiếng Việt: An-đo-ra; tiếng Catalunya: [ənˈdorə], địa phương [anˈdɔra]), gọi chính thức là Thân vương quốc Andorra (tiếng Catalunya: Principat d'Andorra), cũng dịch thành Công quốc Andorra, là một quốc gia nội lục có diện tích nhỏ tại Tây Nam Âu. Andorra nằm tại phần phía đông của dãy núi Pyrénées, có biên giới với Tây Ban Nha (giáp vùng Cataluña) và Pháp (giáp vùng Occitanie). Quốc gia này được thành lập theo một hiến chương vào năm 988, chính thể thân vương quốc hiện nay được thành lập vào năm 1278. Quốc gia này do hai thân vương cùng cai trị: Giám mục của giáo phận Urgell tại Tây Ban Nha và Tổng thống Pháp.
Andorra là quốc gia nhỏ thứ sáu tại châu Âu, diện tích 468 km² và dân số khoảng hơn 77.000. Andorra là quốc gia nhỏ thứ 16 trên thế giới về diện tích đất và nhỏ thứ 11 thế giới về dân số. Thủ đô Andorra la Vella là thủ đô cao nhất tại châu Âu, với độ cao 1.023 m trên mực nước biển. Ngôn ngữ chính thức là tiếng Catalunya, song song với tiếng Tây Ban Nha, tiếng Bồ Đào Nha và tiếng Pháp cũng được nói phổ biến.
Andorra không phải là một thành viên của Liên minh châu Âu, song Euro là tiền tệ chính thức. Andorra trở thành một thành viên Liên Hợp Quốc vào năm 1993. Năm 2013, nhân dân Andorra có tuổi thọ dự tính cao nhất thế giới với 81 năm, theo The Lancet.

## Lịch sử
Theo truyền thuyết thì Charles Đại đế (Charlemagne) công nhận một đặc quyền cho người Andorra đền đáp việc họ chiến đấu chống người Maroc. Lãnh chúa của Urgell trở thành người đứng đầu Andorra và sau đó vùng đất lại được dâng cho Giám mục của Urgell. Vào thế kỷ XI, một cuộc tranh chấp nảy sinh giữa Giám mục và vùng đất phía bắc Andorra.
Cuộc tranh chấp được giải quyết năm 1278 bằng một Hiệp định về quyền tự trị, chia sẻ quyền cai trị Andorra giữa bá tước Foix (sau đó chuyển thành người đứng đầu nước Pháp) và Tổng giám mục của La Seu d'Urgell, ở Catalonia, Tây Ban Nha.
Andorra được sáp nhập vào Aragon hai lần, vào năm 1396 và 1512.
Sau khi Henry xứ Navarre trở thành vua Henry IV của Pháp, ông ta ban hành một sắc lệnh (1607) theo đó người đứng đầu nhà nước Pháp và Giám mục xứ Urgell là Đồng thân vương của Andorra.
Ngày nay các Tổng thống Pháp vẫn nhận danh vị là Thân vương Andorra.
Một tập tục thường niên vẫn còn được lưu truyền cho đến tận ngày nay là cứ mỗi độ Lễ Giáng Sinh hằng năm, vị Thủ tướng đương nhiệm của Công quốc Andorra lại gửi một chai nước sốt súp gà và một khoản hiện kim cho Tổng thống Pháp, cũng như gửi số quà tương tự cho Tổng giám mục của La Seu d'Urgell để đổi lấy sự bảo trợ cho nền độc lập và toàn vẹn lãnh thổ của mình.

## Địa lý

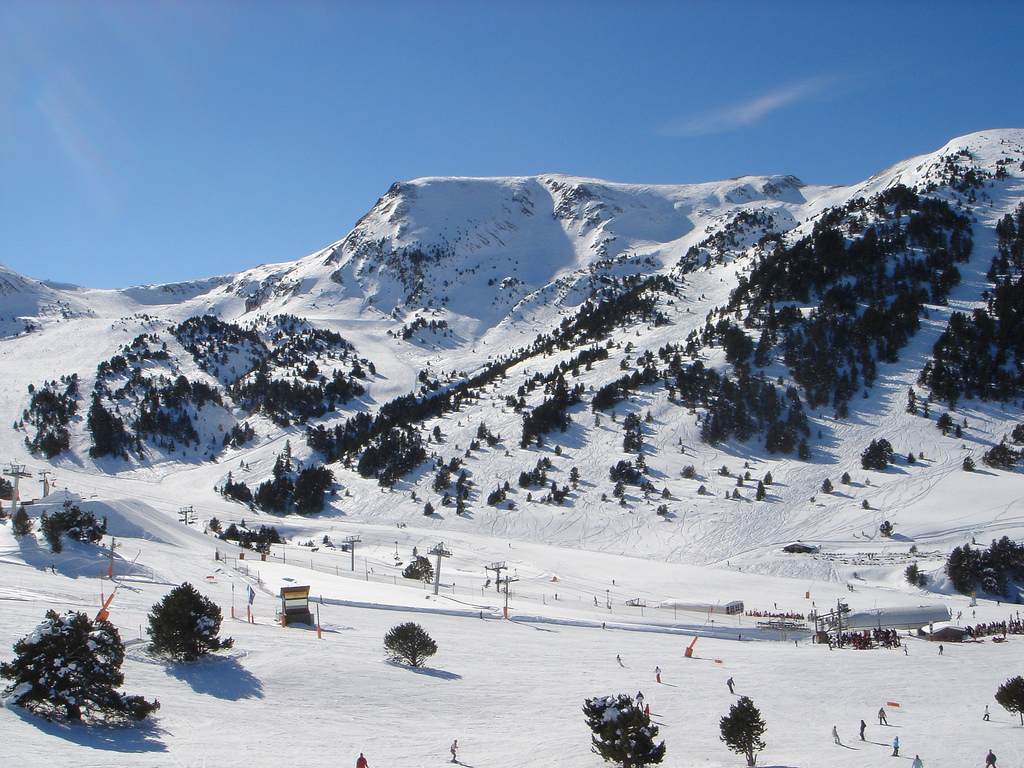
Phong cảnh dãy núi Andorran

Andorra là thân vương quốc nhỏ ở Tây Âu, nằm ở phía sườn Nam của dãy Pyrénées, giữa biên giới nước Pháp và Tây Ban Nha. Andorra là xứ sở tuyệt đẹp nhờ các hẻm núi và các thung lũng có sông Valira chảy qua và được bao bọc bởi các đỉnh núi cao.

## Chính trị
Hệ thống chính trị của Andorra còn chưa có sự phân chia quyền lực rõ ràng giữa các cơ quan hành pháp, lập pháp và tư pháp. Bản Hiến pháp được công nhận và chấp thuận vào năm 1993 đã lập nên một nhà nước Andorra dân chủ đại nghị có chủ quyền, tuy vẫn chịu sự cai quản của hai vị thân vương, nhưng người đứng đầu Chính phủ có quyền hành pháp. Các vị thân vương được trao một số quyền nhất định nhưng không có quyền phủ quyết các hoạt động của Chính phủ. Họ cử đại diện thường trực tại Andorra, chủ yếu mang tính chất lễ nghi.
Cơ quan lập pháp đơn viện là Đại hội đồng Andorra gồm 28 thành viên với nhiệm kỳ 4 năm, trong đó một nửa được bầu phổ thông toàn quốc và một nửa được tuyển cử từ mỗi 7 giáo xứ. Từ năm 1947, nam giới Andorra có quyền đi bầu cử, còn nữ giới thì mãi tới tận đầu thập niên 70 thế kỷ trước mới có được quyền này.
Từ năm 1981, Đại hội đồng Andorra bầu ra Hội đồng hành pháp, tức là Chính phủ. Hai vị thân vương hiện nay của Andorra là Tổng thống Pháp và Tổng giám mục của La Seu d'Urgell, ở Catalonia, Tây Ban Nha. Thủ tướng Chính phủ hiện nay là ông Antoni Martí thuộc đảng Dân chủ cho Andorra (Demòcrates per Andorra). Đảng Dân chủ Xã hội (Partit Socialdemòcrata) là đảng đối lập.
Andorra không có quân đội hoặc một lực lượng phòng vệ, chỉ có cảnh sát. Do đó, quốc phòng là trách nhiệm của Pháp và Tây Ban Nha.

## Phân cấp hành chính
Andorra được chia thành 7 giáo xứ là:
- Andorra la Vella
- Canillo
- Encamp
- Escaldes-Engordany
- La Massana
- Ordino
- Sant Julià de Lòria

## Nhân khẩu

### Dân số
Dân số của Andorra được ước tính là 85.082 người (tháng 7 năm 2011). Dân số đã tăng từ 5.000 người trong năm 1900. Andorra là một nước đa sắc tộc gồm 31.363 người Andorra bản xứ chiếm 33% dân số, 27.300 người Tây Ban Nha chiếm 23% dân số, người Bồ Đào Nha 13,794 (21%), người Pháp 5213 (17%), 1085 người Anh và người Ý. Người thuộc các sắc tộc khác không có quyền biểu quyết (bỏ phiếu) trong cuộc bầu cử xã. Hơn nữa, họ không được phép để được bầu làm thủ tướng hay sở hữu hơn 33% vốn cổ phần của một công ty tư nhân.
Rất nhiều người Tây Ban Nha từ vùng Catalunya di cư tới Andorra. Họ sống chủ yếu ở thủ đô Andorra la Vella, giúp cho việc bảo tồn phong tục cũng như ngôn ngữ Catalan - được coi là thứ tiếng chính thức của Công quốc Andorra
Quốc tịch Andorra rất khó xin được, ngoại trừ việc kết hôn với công dân bản xứ.

### Tội phạm và tệ nạn
Ở Andorra không có hệ thống nhà tù. Những kẻ bị kết án ở Andorra được tùy thích chọn lựa nơi chấp hành án là Pháp hay Tây Ban Nha.

## Kinh tế
Ngành dịch vụ du lịch của Andorra ước tính tiếp đón 10,2 triệu du khách mỗi năm.
Du lịch là ngành kinh tế chủ yếu của Andorra, đóng góp tới 80% GDP của đất nước. Andorra lôi cuốn khách du lịch nhờ môn trượt tuyết và hàng hóa miễn thuế. Hàng năm có khoảng 9 triệu khách du lịch đến Andorra. Chính sách đánh thuế nhập khẩu không đáng kể đã tạo nên sự lôi cuốn du khách khắp nơi đến Andorra để mua hàng giá rẻ hơn so với ở nước mình.
Mặt khác, nhiều công ty và ngân hàng ngoại quốc cũng đặt trụ sở ở đây để khỏi bị đánh thuế cao. Các ngành kinh tế khác đều được nhà nước giảm hoặc miễn thuế. Tại Andorra hiện nay tuy không đánh thuế lợi tức và thuế thu nhập thường niên nhưng một khi nền kinh tế gặp trì trệ, hai sắc thuế ấy sẽ được áp dụng tức thời theo Bộ luật Tài chính. Khoảng 900 cửa tiệm và các cơ sở dịch vụ khác thu hút tới 1/4 lực lượng lao động cả nước, còn 1/5 dân số Andorra làm việc trong ngành công nghiệp "không khói".
Andorra thậm chí không có cơ quan bưu điện chính thức. Các dịch vụ bưu chính viễn thông thuộc nội hạt đất nước đều được miễn phí, còn với thư từ hay điện báo đi nước ngoài đều cần phải qua trung gian bưu điện của Pháp hay Tây Ban Nha.
Dịch vụ ngân hàng cũng đóng góp nhiều cho nền kinh tế. Nông nghiệp kém phát triển, chỉ có khoảng 2% diện tích là đất trồng trọt. Thực phẩm chủ yếu là nhập khẩu.

## Văn hóa

Bản đồ địa hình Andorra.

### Tôn giáo
Dân số của Andorra là chủ yếu là Công giáo Rôma (90%). Vị thánh bảo trợ của đất nước là Đức Mẹ Meritxell. Mặc dù nó không phải là một tôn giáo chính thức của quốc gia, nhưng hiến pháp thừa nhận một mối quan hệ đặc biệt với Giáo hội Công giáo, cung cấp một số ưu đãi đặc biệt cho Giáo hội. Cộng đồng Hồi giáo chủ yếu được tạo thành từ những người nhập cư Bắc Phi. Giáo phái Kitô giáo khác bao gồm Anh giáo, Giáo hội Thống Nhất, Nhà thờ Tông đồ mới, Giáo hội Các Thánh hữu Ngày sau của Chúa Giêsu Kitô, và Nhân chứng Giê-hô-va. Có một cộng đồng nhỏ của người Hindu và Bahá'ís. Khoảng 100 người Do Thái giáo sống ở Andorra.

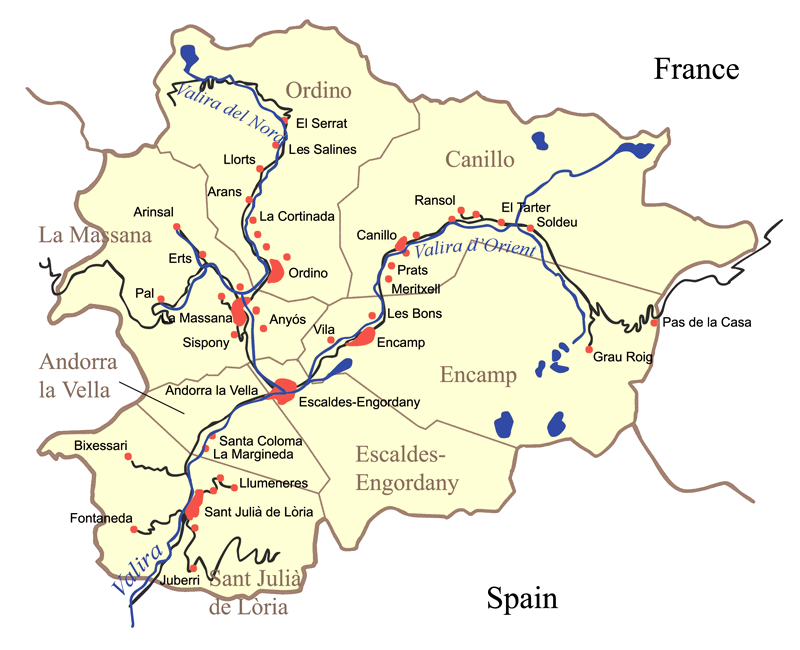
Bản đồ 7 giáo xứ của Andorra

### Ngôn ngữ và chữ viết
Ngôn ngữ chính thức và được sử dụng trong lịch sử là Catalan, thuộc Nhóm ngôn ngữ Rôman. Chính phủ Andorran khuyến khích việc sử dụng tiếng Catalan.
Do sự nhập cư, các liên kết lịch sử và khoảng cách địa lý gần, tiếng Tây Ban Nha, Bồ Đào Nha và Pháp cũng được sử dụng phổ biến. Hầu hết dân cư Andorra có thể nói một hoặc nhiều hơn trong các thứ tiếng này, ngoài Catalan. Tiếng Anh ít phổ biến hơn, tuy nhiên nó cũng được sử dụng ở những khu nghỉ dưỡng. Andorra là một trong 4 nước châu Âu (cùng với Pháp, Monaco, và Thổ Nhĩ Kỳ) chưa tham gia vào Hiệp ước của Hội đồng châu Âu về dân tộc thiểu số.
Theo Observatori Social d'Andorra, các ngôn ngữ được sử dụng ở Andorra gồm:
| Tiếng mẹ đẻ                                                                         | %     |
| ----------------------------------------------------------------------------------- | ----- |
| Tiếng Catalan                                                                       | 38,8% |
| Tiếng Tây Ban Nha                                                                   | 35,4% |
| Tiếng Bồ Đào Nha                                                                    | 15%   |
| Tiếng Pháp                                                                          | 5,4%  |
| Khác                                                                                | 5,5%  |
| 2005 3 PoliticaLinguistica.pdf Lưu trữ ngày 22 tháng 8 năm 2013 tại Wayback Machine |       |